# Amanda Cromwell
Amanda Caryl Cromwell (* 15. Juni 1970 in Washington, D.C.) ist eine ehemalige US-amerikanische Fußballspielerin.

## Karriere

### Jugend und College
In ihrer Jugend spielte sie für die Mannschaft der Annandale High School. Danach ab 1988 in die College-Mannschaft der Virginia Cavaliers über, für welche sie bis 1991 aktiv war.

### Klub
Nach ihrem Abschluss war sie ab 1997 in jedem Jahr Teil einer neuen Mannschaft. So spielte sie nacheinander für Orlando Lions, Maryland Pride, Tampa Bay Extreme, Charlotte Eagles, Washington Freedom, Atlanta Beat und den San Jose CyberRays.

### Nationalmannschaft
In der US-Nationalmannschaft hatte sie ab dem Jahr 1991 erste Einsätze. Für die Weltmeisterschaft 1995, wurde sich dann auch nominiert und stand hier erstmals in der letzten Gruppenpartie gegen Australien auf dem Platz. Danach wurde sie noch einmal zur 80. Minute für Tisha Venturini bei dem 4:0-Sieg über Japan im Viertelfinale eingewechselt. Am Ende erreichte sie mit ihrem Team bei dem Turnier den dritten Platz. Auch gehörte sie mit zum Olympiakader beim Turnier der Spiele im Jahr 1996. Hier wurde sie dann aber nicht eingesetzt und gehörte so aber trotzdem zur Mannschaft, welche am Ende die Goldmedaille gewann.

### Trainer
Bereits kurz nach ihrem Abschluss war sie auch als Co-Trainerin weiter bei den Virginia Cavaliers aktiv. Danach führte sie ihr Weg als Cheftrainer zum Jahr 1996 weiter zu den UMBC Retrievers, wo sie bis 1997 aktiv war. Von 1999 bis 2012 war sie dann lange Zeit als Trainer bei den UCF Knights im Team. Danach wechselte sie zu UCLA Bruins und war hier nochmal bis 2021 aktiv. Zudem war sie von 2021 bis 2022 Cheftrainerin des Franchise Orlando Pride. Nachdem ihr nach einer Untersuchung durch die Liga von Orlando wegen Fehlverhalten am Arbeitsplatz gekündigt wurde. Zudem wurde sie von der Liga mit einem Beschäftigungsverbot belegt.